# Sóror Maria do Céu
Sóror Maria do Céu (Schwester Maria vom Himmel) (* 11. September 1658 in Lissabon, Portugal; † 28. Mai 1753 ebenda) war eine portugiesische Nonne, die mit ihrem literarischen Werk eine Vertreterin der geistlichen Lyrik und des Theaters im Portugal des Barockzeitalters war.

## Leben und Wirken
Maria do Céu entstammte wohlhabenden Verhältnissen. Mit 18 Jahren (1676) trat sie den Franziskanerinnen bei und war fortan bis zu ihrem Tode im Convento do Esperança ordiniert.
In ihrer Literatur nutzte sie das Pseudonym Marina Clemência und schrieb neben geistlicher Lyrik, die zum formvollendetsten gehört, was portugiesische Lyrik der Barockzeit hervorbrachte auch Novellen und einige kleine Theaterstücke. Ihre Lyrik war vom Gongorismus beeinflusst.

## Werk
- A fenix aparecida na vida, morte, sepultura e milagres da gloriosa Santa Catarina, 1715.
- Enganos do Bosque, Desenganos do Rio (religiöse Novelle), 1726.
- A preciosa, alegria moral (Novelle), 1731.
- A preciosa, obra de misericordia, (Novelle), 1733.
- Aves illustrados as religios a servia os officinas dos seus mosteiros, 1734.
- Alma entre perdida, 1736.
- Metáfora das flores, 1873, posthum.
- Auto de São Alexo - Maior Fineza de Amor, Theaterstück, o. J.
- Alegria Poética São Alexo - Las Lágrimas de Roma, Theaterstück, o. J.
- Auto de São Alexo - Amor es fe, Theaterstück, o. J.